# كلوب أم الهشيم
كلوب أم الهشيم أو قلوب أم الهشيم هو تل، في حوض وادي المهاري بناحية الشبكة في قضاء النجف، بمحافظة النجف، بالبادية العراقية جنوب غرب العراق.